# 葛底斯堡鎮區 (堪薩斯州葛蘭姆縣)
葛底斯堡鎮區（英語：Gettysburg Township）為位在美國堪薩斯州葛蘭姆縣的鎮區。2010年美国人口普查中該鎮區人口有74人。

## 地理
葛底斯堡鎮區涵蓋面積227.28平方（87.75平方英里）。根據美國地質調查局的資料，此鎮區包含2座墓園：安德森墓園（Anderson Cemetery）以及羅克克里克墓園（Rock Creek Cemetery）。
該鎮區有安蒂洛普溪（Antelope Creek）、基斯溪（Keys Creek）、羅克溪（Rock Creek）以及揚斯溪（Youngs Creek）等溪流通過。

## 外部連結
- USGS Geographic Names Information System (GNIS) （页面存档备份，存于）
- US-Counties.com
- City-Data.com （页面存档备份，存于）